# Ulisses Bezerra
Ulisses Luís Ramos Bezerra da Silva (São Paulo, 25 de junho de 1969) é um ator, dublador e diretor de dublagem brasileiro. É conhecido por emprestar sua voz à Shun de Andrômeda em Cavaleiros do Zodíaco, Charlie Brown em Peanuts, e Keitaro Urashima em Love Hina. É irmão dos dubladores Wendel Bezerra e Úrsula Bezerra.  No ano 2011, Ulisses fundou o estúdio de dublagem Unidub com o irmão Wendel Bezerra. Ulisses saiu do estúdio em 2019 criando seu próprio estúdio de dublagem: a Unisom 
Em 1980 fez o Totoca na novela  Meu pé de laranja lima, em 1981, participou na novela Os Imigrantes, pela qual ganhou um Troféu APCA de melhor revelação masculina. Também participou nas minisséries O Cometa e Chapadão do Bugre, e nas novelas Braço de Ferro, Floradas na Serra e Destino.